# Cyllare

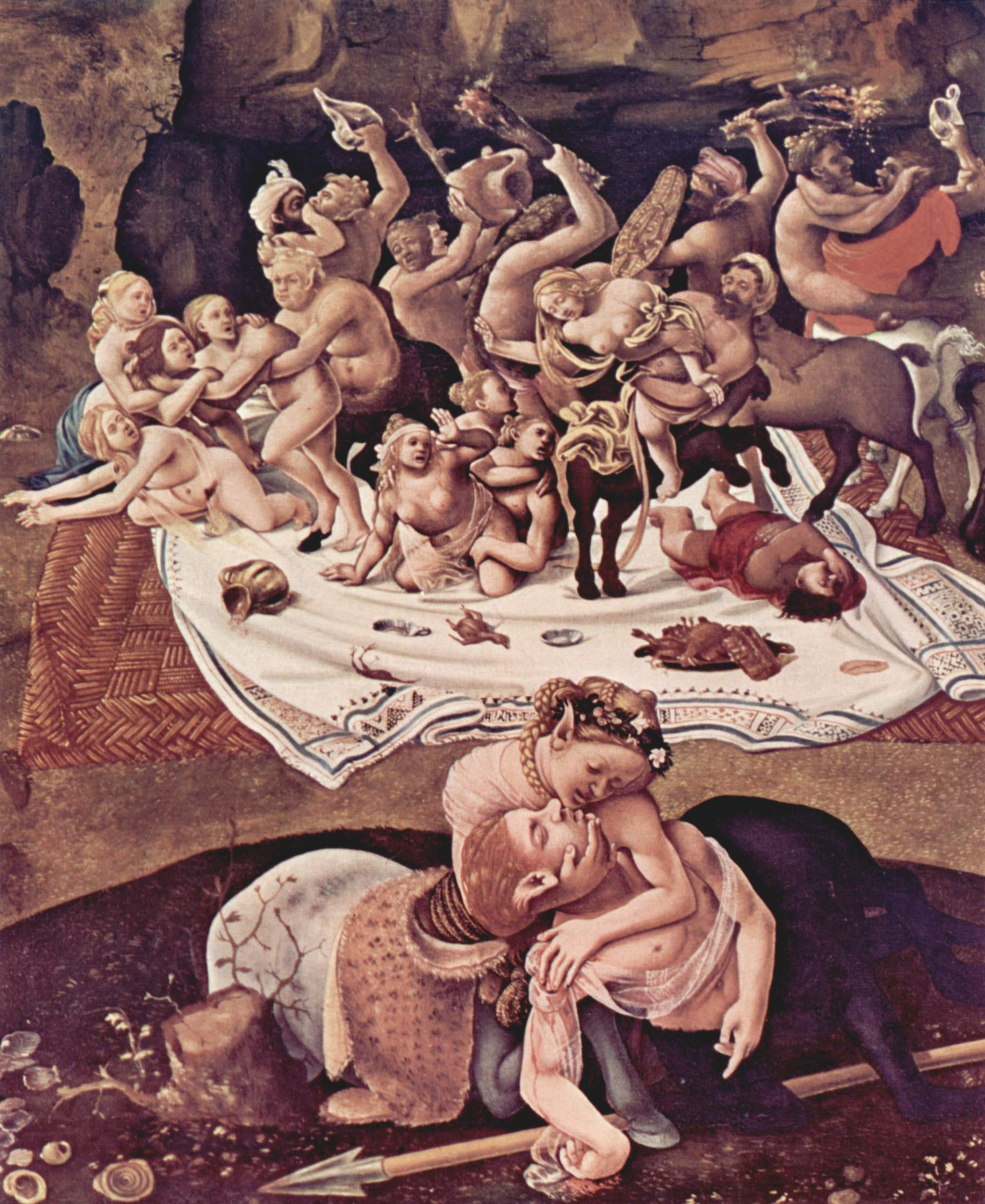
Lapithes et centaures, œuvre de Piero di Cosimo, centrée sur les détails de Cyllare et Hylonomé, vers 1500, Londres, National Gallery.

Dans la mythologie grecque, Cyllare (en grec ancien Κύλλαρος / Kullaros) est un centaure d'une grande beauté. Il est tué lors des noces de Pirithoos. Sa femme, Hylonomé, se donne la mort à cette nouvelle.
Castor et Pollux possèdent également un cheval immortel nommé Cyllare pour revenir des Enfers et y rentrer. C'est probablement à Pollux qu'il appartient pendant sa vie, même si Claudien le donne à Castor[réf. nécessaire].
Un petit corps du système solaire de type centaure a été baptisé de son nom : (52975) Cyllare.

## Sources
- Ovide, Métamorphoses [détail des éditions] [lire en ligne], XII, 393-419.